# Chaetophaonia hernandezi
Chaetophaonia hernandezi är en tvåvingeart som beskrevs av De Carvalho och Nihei 2002. Chaetophaonia hernandezi ingår i släktet Chaetophaonia och familjen husflugor.
Artens utbredningsområde är Nicaragua. Inga underarter finns listade i Catalogue of Life.